# Francisco S. Elías
Francisco S. Elías (Tecoripa, Sonora, México, 30 de enero de 1880 - Nogales, Sonora, 16 de abril de 1963) Gobernador del Estado de Sonora. Desde su juventud se dedicó a las labores del campo y fue propietario del rancho Los Chirriones, ubicado en el municipio de Agua Prieta. En 1913 se afilió a la Revolución Constitucionalista y figuró como agente financiero en Arizona, fue primer vocal de la Comisión Local Agraria en septiembre de 1915, al constituirse esta en Agua Prieta; visitador de aduanas y agente financiero en Nueva York. Se contó entre los firmantes del Plan de Agua Prieta, cuyo movimiento político derrocó al presidente Carranza, y ocupó por primera vez el gobierno del estado con fecha 17 de junio de 1921 por nombramiento de la Legislatura Local. Las disposiciones principales que dictó fueron el decreto que autorizó una Lotería del Estado para el sostenimiento de la beneficencia pública y la que señaló un impuesto de veinticinco por ciento de todas las limosnas y donativos que se recogieran en las iglesias abiertas al culto, por cuyo procedimiento original pretendió nivelar la Hacienda Pública. Entregó el poder ejecutivo al titular el 18 de marzo de 1922. Volvió a recibirlo el 3 de abril del siguiente y lo tuvo a su cargo a igual fecha de 1923. Durante su interinato moderó las restricciones impuestas por el decreto número 1 sobre elaboración y tráfico de bebidas alcohólicas.
Con motivo del cuartelazo de 1929 la Comisión Permanente del Congreso de la Unión declaró desaparecidos los Poderes Locales y el 3 de mayo lo designó gobernador provisional del Estado, de cuyo encargo tomó posesión al día siguiente. Por medio del decreto número uno declaró la nulidad de los actos de las autoridades renovadoras; convocó a elecciones de diputados, habiéndose instalado la nueva Legislatura el 1 de diciembre, y a continuación la misma lo nombró gobernador sustituto para terminar el cuatrienio de 1927 a 1931 que había dejado incompleto el general Topete. Durante su administración se expidió la Ley de Protección y Conservación de Monumentos y Bellezas Naturales y se desarrolló la campaña antichina en el Estado, que culminó con la expulsión de todos los individuos de esta nacionalidad del territorio sonorense por medio de la violencia. Entregó el gobierno el 1 de septiembre de 1931, en octubre siguiente se hizo cargo de la Secretaría de Agricultura y Fomento que desempeñó hasta el 30 de noviembre de 1934.